# Festival de Cante Flamenco de Moguer
El Festival de Cante Flamenco de Moguer, como indica su nombre, es un festival de Cante flamenco que se celebra anualmente, el segundo fin de semana del mes de julio, en el municipio de Moguer, provincia de Huelva, bajo la organización de la Peña de Cante Jondo de Moguer. También se le suele conocer como "Festival de Cante Jondo de Moguer".

## Historia
La primera edición se celebró el año 1975. En su estela y con el objetivo de asegurar su continuidad, nacía el 20 de noviembre de 1975 la Peña de Cante Jondo de Moguer. Las primeras ediciones se celebraron en el desaparecido estadio de fútbol municipal de "La Marina", para posteriormente pasar a la sede "La Parrala" que tiene la peña flamenca en el recinto ferial de Moguer.
Después de tantas ediciones se ha convertido en un clásico del circuito flamenco del verano. Por la importancia de los artistas que participan en él es, sin duda, uno de los eventos culturales de la música flamenca que destacan en la provincia onubense y en Andalucía. 
A lo largo de los años han pasado por el festival gran número de destacados cantaores del momento, entre los que destacar a Camarón de la Isla que intervino en las ediciones de 1976, 1979, 1981 y 1983; Calixto Sánchez, José Menese, Carmen Linares, José Mercé, "Moraito", "Rancapino", Pastora Pavón “La Niña de los Peines”, Diego "El Cigala", Montse Cortés, Chiquetete, etc.

## Ediciones
1ª Edición: Celebrado el 9 de septiembre de 1975, a las 22:30. Estadio de fútbol municipal.
- Cante: Fosforito, Curro Malena, Naranjito de Triana y Manolito de Paula.
- Baile: Loli de Jerez y Mateo Soleá.
- Guitarra: Juan Carmona "El Habichuela" y Pedro Bacán.

2ª Edición: Celebrado el 4 de septiembre de 1976, a las 22:30. Estadio de fútbol municipal.
- Cante: Camarón de la Isla, Curro Malena, Naranjito de Triana, Calixto Sánchez, Rancapino, Diego "El Limpio" y Francisco Pérez "El Cordobés"
- Guitarra: José Cala "El Poeta" y Paco Cepero.

3ª Edición: Celebrado el 10 de julio de 1977, a las 22:30. Estadio de fútbol municipal.
4ª Edición: Celebrado el 15 de julio de 1978, a las 23:00. Estadio de fútbol municipal.
- Cante: La Paquera de Jerez, Fosforito, Naranjito de Triana, Curro Malena, Juan Peña "El Lebrijano", Tina Pavón y Rogelio Beltrán "El Puebla".
- Baile: Matilde Coral y Rafael El Negro.
- Guitarra: Juan Carmona "El Habichuela", Parrilla de Jerez y Antonio Sousa.

5ª Edición: Celebrado el 14 de julio de 1979, a las 23:00. Estadio de fútbol municipal.
- Homenaje a: Antonio Mairena
- Cante: Fosforito, Camarón de la Isla, Manolo Mairena, Terremoto de Jerez, Calixto Sánchez, Diego Clavel y Chiquetete
- Baile: Manuela Carrasco
- Guitarra: Paco Cepero, José Cala "El Poeta", Manuel Domínguez "El Rubio" y Niño Miguel.

6ª Edición: Celebrado el 12 de julio de 1980, a las 23:00. Estadio de fútbol municipal.
- Cante: Fernanda de Utrera, Bernarda de Utrera, Fosforito, José Menese, Naranjito de Triana, Curro Malena, Rancapino y Pansequito.
- Baile: Los Farrucos
- Guitarra: Enrique de Melchor, Parrilla de Jerez y Manolo Domínguez.

7ª Edición: Celebrado el 11 de julio de 1981, a las 23:00. Estadio de fútbol municipal.
- Homenaje a: Juan Ramón Jiménez
- Cante: Camarón de la Isla, Juan Peña "El Lebrijano", Curro Malena, Calixto Sánchez, La Negra, José de la Tomasa y Diego Clavel.
- Baile: Conchi Vargas, Angelita Vargas y "Biencasao"
- Guitarra: Enrique de Melchor, Pedro Bacán y Tomatito.

8ª Edición: Celebrado el 10 de julio de 1982, a las 23:00. Estadio de fútbol municipal.
- Homenaje a: La Parrala
- Cante: Fosforito, La Paquera de Jerez, José Menese, Calixto Sánchez, El Chocolate, El Turronero, Luis de Córdoba y José Hdez.
- Baile: Los Montoya.
- Guitarra: Pedro Bacán, Parrilla de Jerez y Manolo Domínguez.

9ª Edición: Celebrado el 9 de julio de 1983, a las 23:00. Estadio de fútbol municipal.
- Homenaje a: Pepe Rebollo
- Cante: Camarón de la Isla, ...

10ª Edición: Celebrado el 14 de julio de 1984, a las 23:00. Estadio de fútbol municipal.
- Homenaje a: Pepe "La Nora"

11ª Edición: Celebrado el 13 de julio de 1985, a las 23:00. Estadio de fútbol municipal.
12ª Edición: Celebrado el 12 de julio de 1986, a las 23:00. Estadio de fútbol municipal.
13ª Edición: Celebrado el 11 de julio de 1987, a las 23:00. Estadio de fútbol municipal.
14ª Edición: Celebrado el 9 de julio de 1988, a las 23:00. Estadio de fútbol municipal.
- Cante: Pepe Galán y Grabiel Moreno, Santiago Camacho "El Boquerón", Juan Reina e Isidro González.
- Baile: María del Mar Berlanga
- Guitarra: Paco Arriaga y Juan Canastero

15ª Edición: Celebrado el 8 de julio de 1989, a las 23:00. Estadio de fútbol municipal.
- Homenaje a: Paco Toronjo
- Cante: La Negra y su grupo, Chano Lobato, José Galán, Vicente Soto, Manuel Ollero y Paco Toronjo
- Baile: Carmen Vargas.
- Guitarra: José "El de Lepe", M. Domínguez "El Rubio" y José Luis Rodríguez.

16ª Edición: Celebrado el 14 de julio de 1990, a las 23:00. Sede "La Parrala".
- Homenaje a: Jenaro Reyes
- Cante: Fosforito, Aurora Vargas, Luis Heredia Fernández "El Polaco", José Gómez León "El Ecijano", Isidro González Cruz y la Peña Flamenca Femenina de Huelva.
- Baile: Camelita Montoya y familia.
- Guitarra: Pedro Bacán, Quique Paredes y José Luis Rodríguez.

17ª Edición: Celebrado el 13 de julio de 1991, a las 23:00. Sede "La Parrala".
- Homenaje a: Paco Isidro
- Cante: La Paquera de Jerez, El Chocolate, Pansequito, Juana la del Revuelo, Idelfonso Pinto, Juan Pérez "Vicentico" y Camila Gómez.
- Baile: José Joaquin y su grupo.
- Guitarra: Parrilla de Jerez, Manuel Silveria y Manuel Azuaga.

18ª Edición: Celebrado el 11 de julio de 1992, a las 23:30. Sede "La Parrala".
- Homenaje a: Los Descubridores

19ª Edición:  Celebrado el 17 de julio de 1993, a las 23:30. Sede "La Parrala".
- Homenaje a: La Mujer en el flamenco
- Cante: José Mercé, Carmen Linares y Paco Toronjo.
- Baile: Escuela de baile de la Peña de Cante Jondo de Moguer
- Guitarra: Quique Paredes y Manuel Azuaga.

20ª Edición: Celebrado el 9 de julio de 1994, a las 23:30. Sede "La Parrala".
- Homenaje a: J. A. Pulpón
- Cante: Aurora Vargas, Calixto Sánchez, Niña de Huelva, Tio Juane y Nano de Jerez.
- Baile: Concha Calero y su grupo.
- Guitarra: Pedro Bacán y Quique Paredes.

21ª Edición: Celebrado el 8 de julio de 1995, a las 23:30. Sede "La Parrala".
- Homenaje a: Manuel Cordero Gómez "Pilili"
- Cante: Juan Peña "El Lebrijano", La Macanita, José Galán, "Palo Dulce" y Pedro Gómez Pavilo
- Baile: Escuela de baile de la Peña de Cante Jondo de Moguer
- Guitarra: Enrique de Melchor y Juan Carlos Romero.

22ª Edición: Celebrado el 13 de julio de 1996, a las 23:30. Sede "La Parrala".
- Homenaje a: Antonio Rengel
- Cante: José Mercé, Carmen Linares, Luis Heredia Fernández "El Polaco", Antonio Toscano y Manolo Sierra.
- Baile: El Mimbre y su grupo.
- Guitarra: Moraito chico, Paco Cortés y Ezequiel

23ª Edición: Celebrado el 12 de julio de 1997, a las 23:30. Sede "La Parrala".
- Homenaje a: Manolo de Huelva

24ª Edición: Celebrado el 11 de julio de 1998, a las 23:30. Sede "La Parrala".
- Homenaje a: Federico García Lorca
- Cante: Manolo Mairena, Esperanza Fernández, José de la Tomasa, Chano Lobato y Rocío Díaz.
- Baile: Inmaculada Aguilar y su grupo.
- Guitarra: Quique Paredes, Paco Fernández y Francisco Cruzado.

25ª Edición: Celebrado el 10 de julio de 1999, a las 23:30. Sede "La Parrala".
- Homenaje a: Al socio de la peña.
- Cante: José Menese, Aurora Vargas, Manuel Moreno "El Pele" y Carmen Linares.
- Baile: Familia Montoya
- Guitarra: Antonio Carrión y Manolo Silveria.

26ª Edición: Celebrado el 8 de julio de 2000, a las 23:30. Sede "La Parrala".
- Homenaje a: Trini “La Parrala”
- Cante: José Mercé, Aurora Vargas, "Pansequito" y Julián Estrada.
- Baile: Javier Barón.
- Guitarra: "Moraito", Quique Paredes y Niño de Pura.

27ª Edición: Celebrado el 14 de julio de 2001, a las 23:30. Sede "La Parrala".
- Homenaje a: "Fosforito".
- Cante: Carmen Linares, Manuel "Agujetas", "Rancapino", Esperanza Fernández y Mario Garrido.
- Baile: Israel Galván.
- Guitarra: Quique Paredes y Antonio Soto.

28ª Edición: Celebrado el 13 de julio de 2002, a las 23:30. Sede "La Parrala".
- Homenaje a: Manuela Sánchez "La Niña de Huelva".
- Cante: Aurora Vargas, José de la Tomasa, Arcángel y Marina Heredia.
- Baile: Juana Amaya.
- Guitarra: Quique Paredes, Niño de Pura, José Quevedo "El Bolita" y Miguel Ángel Cortes.

29ª Edición: Celebrado el 12 de julio de 2003, a las 23:30. Sede "La Parrala".
- Homenaje a: José Sánchez Bernal “Naranjito de Triana”.
- Cante: Antonio Núñez "Chocolate", Calixto Sánchez, Juan Villar y Remedios Amaya.
- Baile: Antonio Canales.
- Guitarra: Manolo Franco, Eduardo Rebollar, Niño Gero, Juan Diego y José María de Lepe.

30ª Edición: Celebrado el 10 de julio de 2004, a las 23:30. Sede "La Parrala".
- Homenaje a: Pastora Pavón “La Niña de los Peines”.
- Cante: Carmen Linares, "La Macanita", Esperanza Fernández, Melchora Ortega y Canta Huelva.
- Baile: Manuela Carrasco.
- Guitarra: Paco Cortés, Miguel A. Cortés, Manuel Parrilla, Fernando Moreno y Manolo de la Luz.

31ª Edición: Celebrado el 8 de julio de 2005, a las 23:30. Sede "La Parrala".
- Homenaje a: Manuel Ollero.
- Cante: Diego "El Cigala", Montse Cortés, "Pansequito", Argentina.
- Baile: El Gúito y su Grupo.
- Guitarra: Manuel Parilla, Diego Amaya y Dani de Morón.

32ª Edición: celebrado el 8 de agosto de 2006, a las 23:30. Sede "La Parrala". 
- Homenaje a: Pepe Jiménez.
- Cante: Gema Jiménez, "El Potito", Chiquetete y Lole Montoya.
- Baile: Juana Maya.
- Guitarra: Eduardo Fernández Jurado y José María de Lepe.

33ª Edición: Celebrado el 14 de julio de 2007, a las 23:30. Sede "La Parrala". 
- Homenaje a: Francisco Garfias López.
- Cante: Carmen Linares, Julián Estrada, Duende y Elena de Carmen.
- Baile: Pepa Montes y Joaquín Grilo.
- Guitarra: Juan Diego, Eduardo Pacheco, Manuel Silveria, Chicuelo, Manuel Herrera, Ricardo Miño, Dani Méndez, Curro Fernández, Segundo Falcón, Vicento Gelo, Ana González, Miguel González, José Antonio Núñez "Pulga", Carmen Grilo, José Carlos Grilo, Raúl Botella.

34ª Edición: Celebrado el 12 de julio de 2008, a las 23:30. Sede "La Parrala". 
- Homenaje a: Guitarrista Quique Paredes.
- Cante: Mayte Martín, Manuel Moreno "El Pele", Rocío Márquez y Antonio Reyes.
- Baile: Juan de Juan.
- Guitarra: José L. Montón, Manuel Silvera, Antonio Higuero, Manuel Rodríguez, Dani Méndez y "Moraito".

35ª Edición: Celebrado el 11 de julio de 2009, a las 23:30. Sede "La Parrala". 
- Homenaje a: Pepe Jiménez.
- Cante: José de la Tomasa, Marina Heredia, Canela de San Roque y Mª Ángeles Cruzado.
- Baile: Farruco y su grupo.
- Guitarra:Manolo Franco, José Quevedo "Bolita", Antonio Carrión y Manuel Rodríguez.

36ª Edición: Celebrado el 10 de julio de 2010, a las 23:30. Sede "La Parrala". 
- Homenaje a: Enrique Mora 'Metralla'.
- Cante: Miguel Poveda, La Tana y Álvaro Díaz.
- Baile: Fuensanta 'La Moneta'.
- Guitarra: Manuel de la Luz.

37ª Edición: Celebrado el 9 de julio de 2011, a las 23:00. Sede "La Parrala". 
- Homenaje a: Ramón Arroyo.
- Cante: Pitingo, Argentina, Guillermo Cano y Juan Hernández "Tragachinas".
- Baile: María Canea.
- Guitarra: Juan Carmona ‘Habichuela’, José Quevedo ‘El Bolita’, Eugenio Iglesias, Niño de Pura y José María de Lepe.

38ª Edición: Celebrado el 14 de julio de 2012, a las 23:00. Sede "La Parrala". 
- Homenaje a: Manuel Cartes.
- Cante: El pele, El Capullo de Jerez, Encarna Anillo y Sebastían Cruz.
- Baile: Rafael Campallo.
- Guitarra: Patrocinio hijo, Niño Jero, Andrés Hernández "Pituquete" y Raúl Cantizano.

39ª Edición: Celebrado el 13 de julio de 2013, a las 23:00. Sede "La Parrala". 
- Homenaje a: Juan Hernández "Tragachinas".
- Cante: Julián Estrada, José Valencia y Regina.
- Baile: Pastora Galván.
- Guitarra: Francis Gómez y Álvaro Mora.

40ª Edición: Celebrado el 12 de julio de 2014, a las 23:00. Sede "La Parrala". 
- Homenaje a: Juan Hernández "Tragachinas".
- Cante: Marina Heredia, Jeromo Segura y Pilar Bogado.
- Baile: El Choro.
- Guitarra: José Quevedo, Salvador Gutiérrez y Francis Gómez.

41ª Edición: Celebrado el 11 de julio de 2015, a las 23:00. Sede "La Parrala". 
- Homenaje a: Damián Santano.
- Cante: Pedro "el Granaíno", Rancapino Chico, Manuela Cordero y María Ángeles Cruzado.
- Baile:  María Canea.
- Guitarra: José Pura, Antonio Higuero, Antonio Gámez y la pareja formada por Salvador Gutiérrez y Raúl Botella.

42ª Edición: Celebrado el 9 de julio de 2016, a las 23:00. Sede "La Parrala". 
- Homenaje a: Mari Carmen González Gracia.
- Cante: Beatriz Romero, Fabiola Pérez "La Fabi" y Jesús Méndez.
- Baile:  Juan Fernández Montoya "El Barullo".
- Guitarra: Manuel de la Luz y quinteto.

43ª Edición: Celebrado el 8 de julio de 2017, a las 23:00. Sede "La Parrala". 
- Homenaje a: Sede de la UNIA en La Rábida.
- Cante: Manuel Lombo, Kiki Morente e Isabel Fernández.
- Baile:  Alba Heredia y su grupo.
- Guitarra: Rafael Rodríguez, David Carmona y Yoni Jiménez.

44ª Edición: Celebrado el 14 de julio de 2018, a las 23:00. Sede "La Parrala". 
- Homenaje a: Pepe Justa.
- Cante: Estrella Morente y El Pele.
- Baile:   Pepe Torres y su grupo "Son de la Frontera", y Jeromo Segura.
- Guitarra: Manuel de la Luz.

45ª Edición: Celebrado el 13 de julio de 2019, a las 23:00. Sede "La Parrala". 
- Homenaje a: Manuel Reyes Hernández.
- Cante: Esperanza Fernández y Planeta Jondo.
- Baile:  Farruquito.
- Guitarra: José Valencia.

46ª Edición: Emitido en directo, por Canal Youtube Diputación Huelva y Televisiones Grupo Azahara, el 7 de diciembre de 2020, a las 21:30 (Pandemia Covid-19).
- Cante: Joaquín "Pipón", Palodulce  y Jeromo Segura.
- Baile:  María Canea.
- Guitarra: Francis Gómez y Álvaro Mora.

47ª Edición: Celebrado el 10 de julio de 2021, a las 22:30. Sede "La Parrala". 
- Homenaje a: Eduardo Fernández Jurado.
- Cante: Arcángel, María Terremoto y Palodulce.
- Baile: Mercedes de Córdoba.

48ª Edición: Celebrado el 9 de julio de 2021, a las 23:00. Sede "La Parrala". 
- Homenaje a: Eduardo Fernández Jurado.
- Cante:  José Mercé, Ángeles Toledano y El Pecas.
- Baile: Joaquín El Grilo.

49ª Edición: Celebrado el 8 de julio de 2023, a las 22:30. Sede "La Parrala". 
- Homenaje a: Jesús Quintero.
- Cante: Marina Heredia, Pedro ‘El Granaino’, Rancapino Chico.
- Baile: Antonio Molina, ‘El Choro’.

50ª Edición: Celebrado el 13 de julio de 2024, a las 22:30. Sede "La Parrala". 
- Homenaje a: Santiago Osorno Orta.
- Cante: Carmen Linares, Jesús Méndez y Rafael de Utrera.
- Baile: María Canea.